# 粗鬚白甲魚
粗鬚白甲魚（学名：Onychostoma barbatum）為輻鰭魚綱鯉形目鲤科白甲鱼属的其中一種，该物种主要分布於亞洲中國，本魚體細長而側扁，口下位，口裂窄，頭長為吻長的2.7倍，上下唇在口角處相連，具觸鬚2對，鱗片中等大，側線完整，體側顏側線有一條黑色縱帶，尾鰭叉形，體長可達17.6公分，棲息在岩石底質的河流底中層水域，以附著藻類為食，生活習性不明，可做為食用魚。